# 彭耀祖
彭耀祖，正白旗人，清朝政治人物。
康熙五十七年，接替趙祁。擔任江蘇宜興縣知縣。后由魏元琦接任。